# Fürstengruft (Celle)
Die Fürstengruft in Celle ist die Grablege der sogenannten „Celler Linie“ der Herzöge von Braunschweig-Lüneburg. 17 Mitglieder aus der Familie der Welfen wurden in der Fürstengruft, vier unter dem Chor der Stadtkirche St. Marien beigesetzt.

## Geschichte

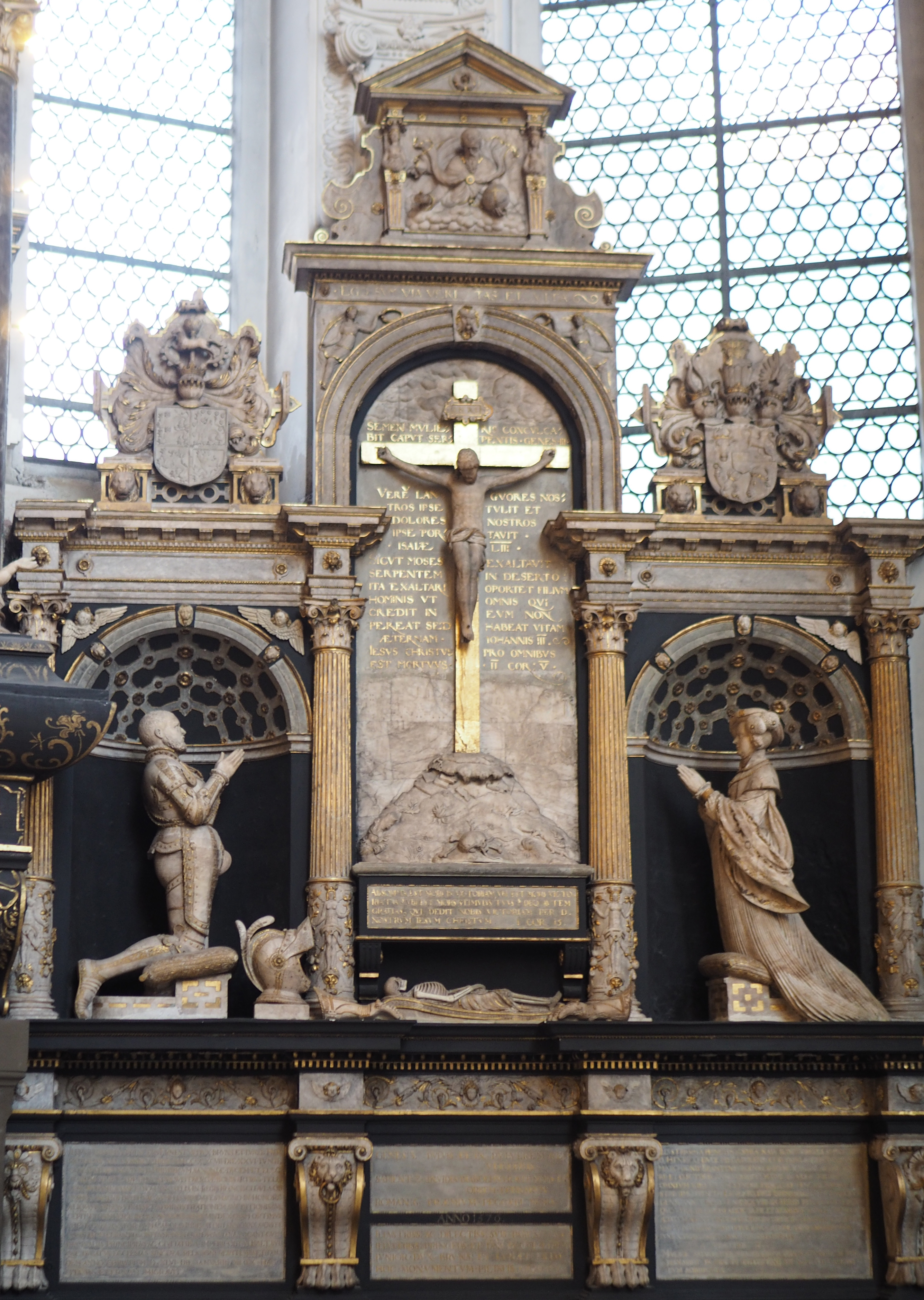
Epitaph Wilhelm der Jüngere und Gattin Dorothea von Dänemark in der Stadtkirche Celle

Herzog Wilhelm der Jüngere ließ die Gruft für sich und seine fürstliche Familie 1576 anlegen. Bis zum Erlöschen der Celler Linie der Welfen 1705 diente die Gruft diesem Zweck.
Später kamen noch die Leichname zweier weiterer Persönlichkeiten hinzu, die beide wegen einer Liebes-Affäre bekannt blieben:
- die sogenannte „Prinzessin von Ahlden“, die wegen ihrer Affäre mit dem Grafen von Königsmarck lebenslang in die Verbannung nach Schloss Ahlden gesandt worden war;
- die wegen einer Affäre mit Graf Struensee aus Dänemark vertriebene Königin Caroline Mathilde.[1]

Die Gruft in der Stadtkirche ist noch im Besitz der Welfenfamiie.

## Särge

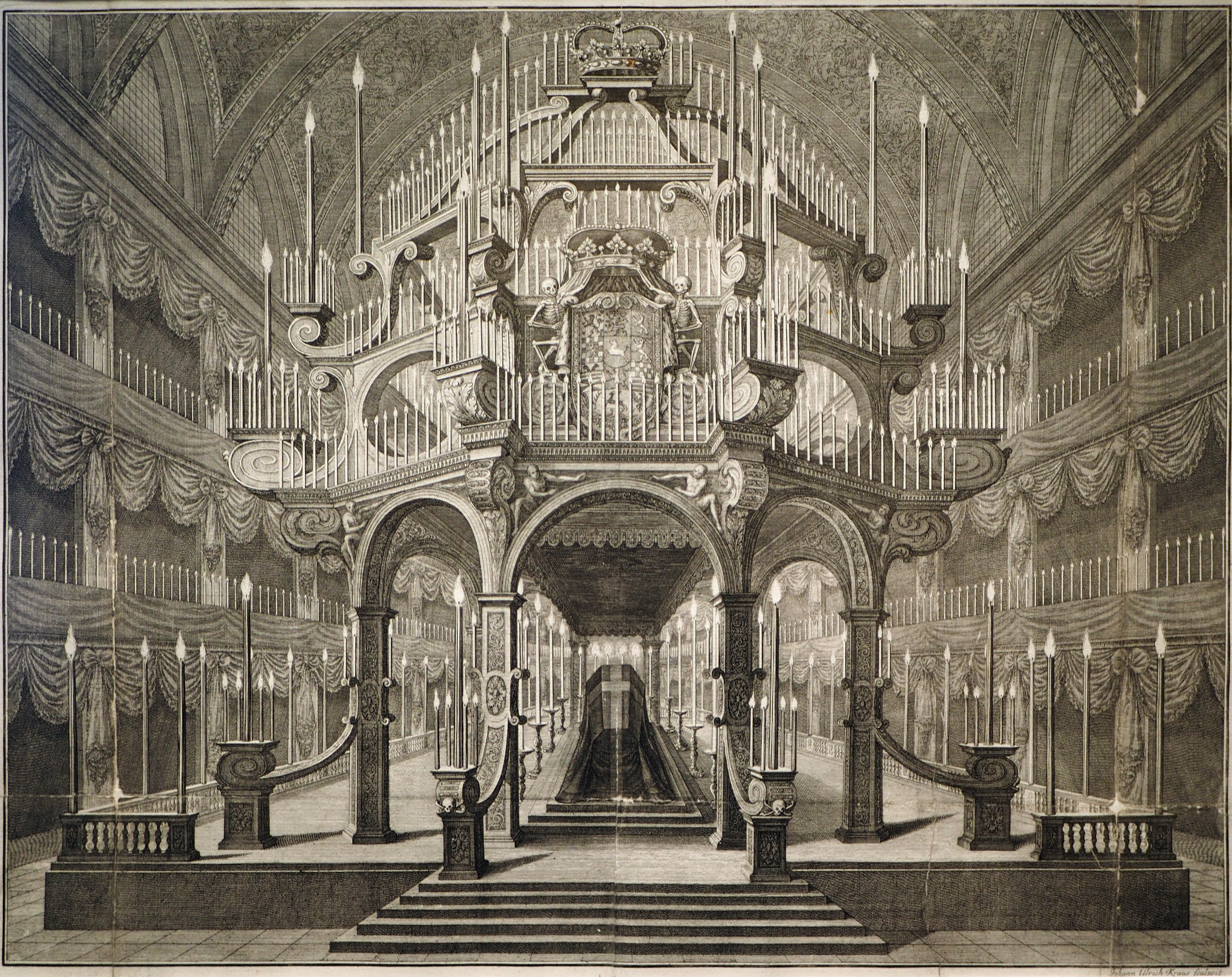
Kupferstich des Castrum Doloris (Trauergerüst), das 1705 in der Celler Stadtkirche zur Aufbahrung des Sarges von Herzog Georg Wilhelm errichtet wurde

In der Fürstengruft finden sich die teilweise prächtig ausgestatteten Särge der Verstorbenen, darunter drei Kindersärge und ein Kasten aus Zink, in dem lediglich das Herz von Herzog Georg Wilhelm aufbewahrt sein soll.
Eine Besonderheit stellt der Prachtsarg für Herzog Georg Wilhelm dar. Der Sarg aus Kupferblech ist eine Arbeit des Celler Kunstschmiedes P. C. Hornung. Von dem hannoverschen Gold- und Silberschmied Conrad Hölling ist er versilbert und vergoldet worden.
Die Särge folgender Persönlichkeiten, deren häufig kurze Lebenszeit auffällt, finden sich in der Fürstengruft:
- Herzog Wilhelm der Jüngere (1535–1592);
- Herzogin Dorothea (1546–1617);
- Herzog Ernst II. (1564–1611);
- Herzog Christian (1566–1633);
- Herzog August (1568–1636);
- Herzog Magnus (1577–1632);
- Herzog Johann (1583–1628);
- Herzog Georg (1582–1641);
- Herzog Friedrich (1574–1648);
- Herzogin Margarete (1573–1643);[1][2]
- Herzog Wilhelm von Harburg (1564–1642);
- Herzogin Anna Eleonore (1601–1659);
- Herzog Christian Ludwig (1622–1665);
- Herzog Georg Wilhelm (1624–1705);
- Herzogin Eleonore d’Olbreuse (1639–1722);

sowie
- die Sophie Dorothea von Braunschweig-Lüneburg (1666–1726);
- Königin Caroline Mathilde (1751–1775).[1]

Fürstengruft in der Stadtkirche St. Marien, Celle
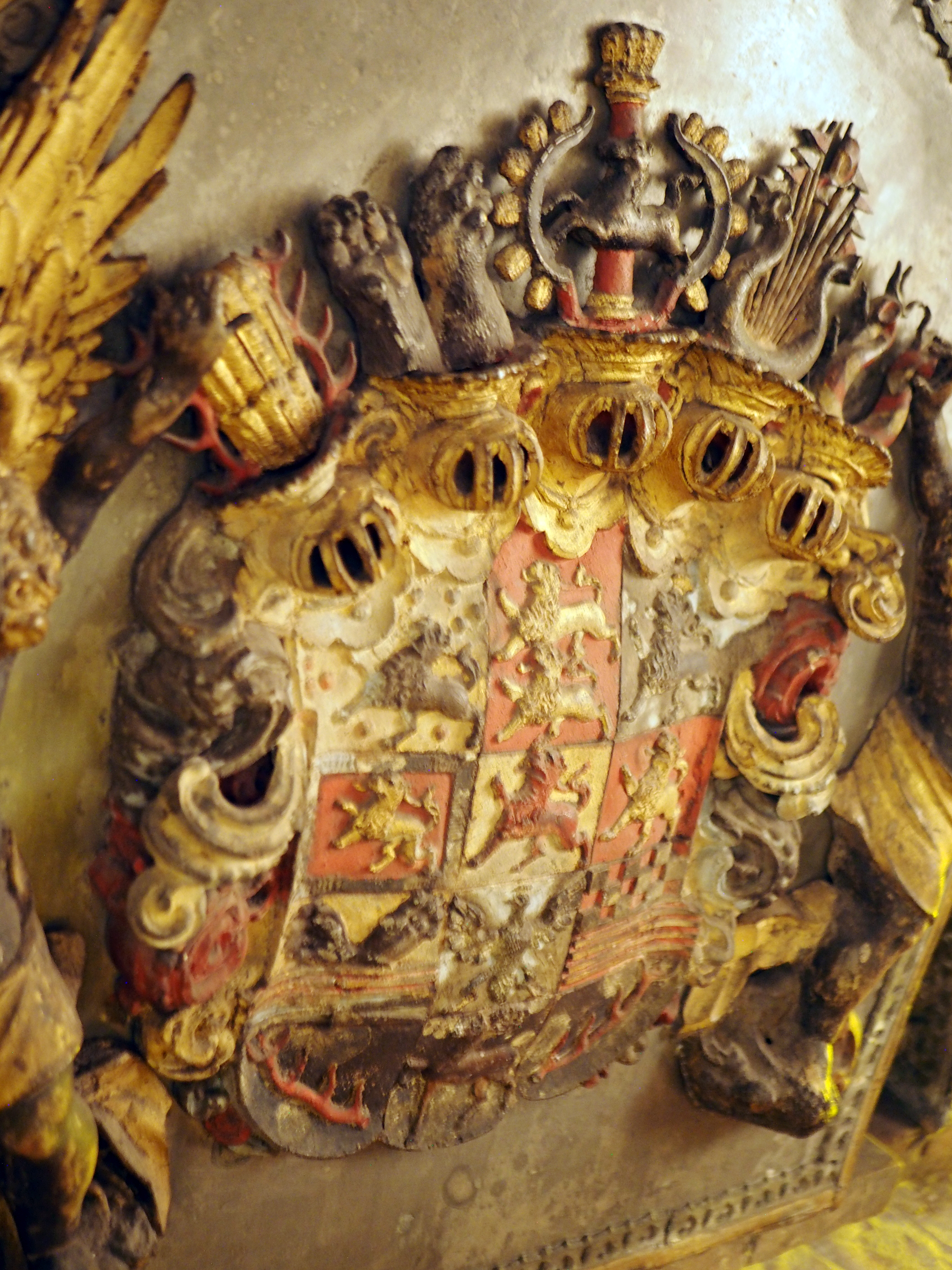
Sarg der Herzogin Anna Eleonore
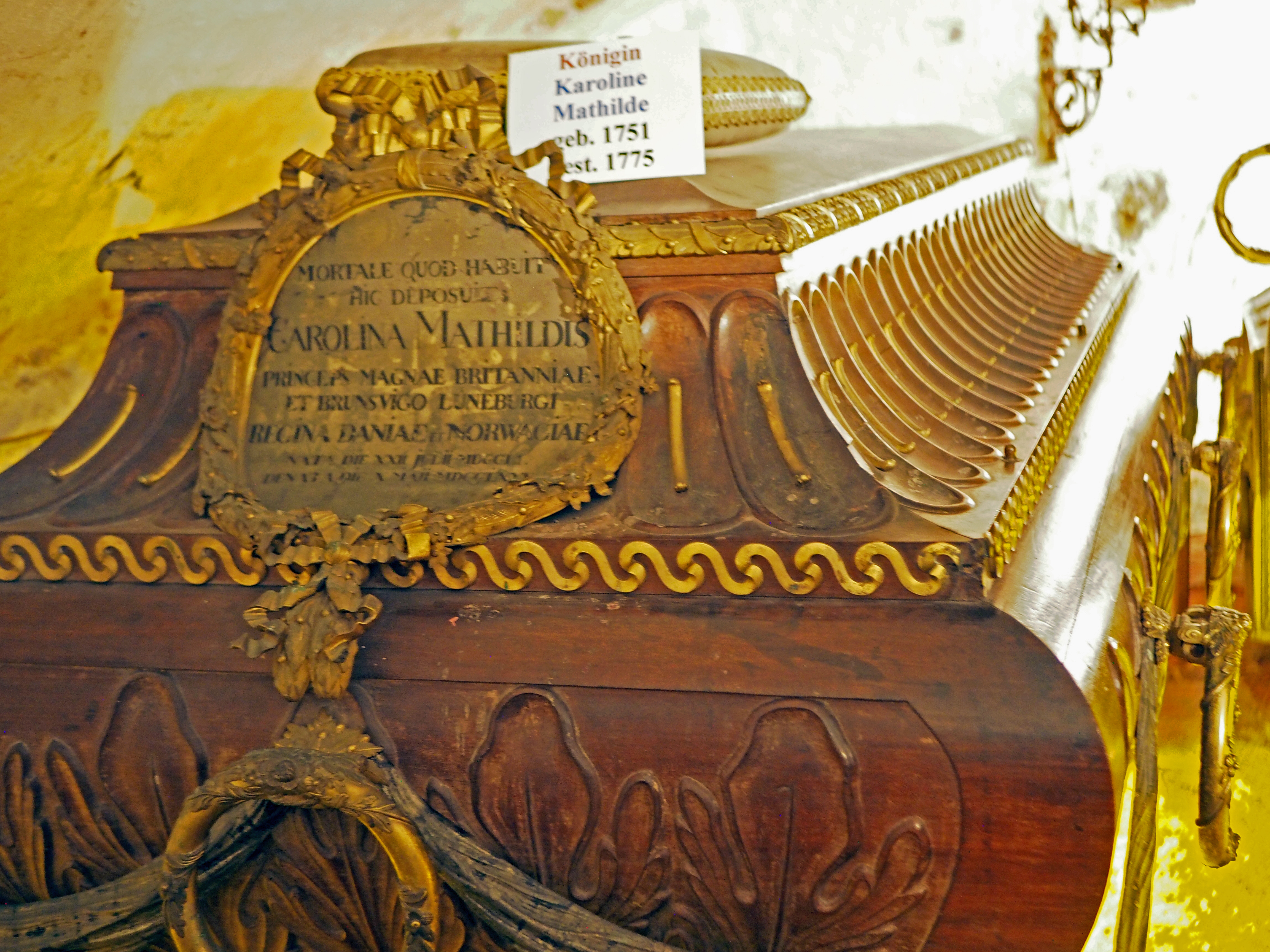
Sarg der Königin Caroline Mathilde
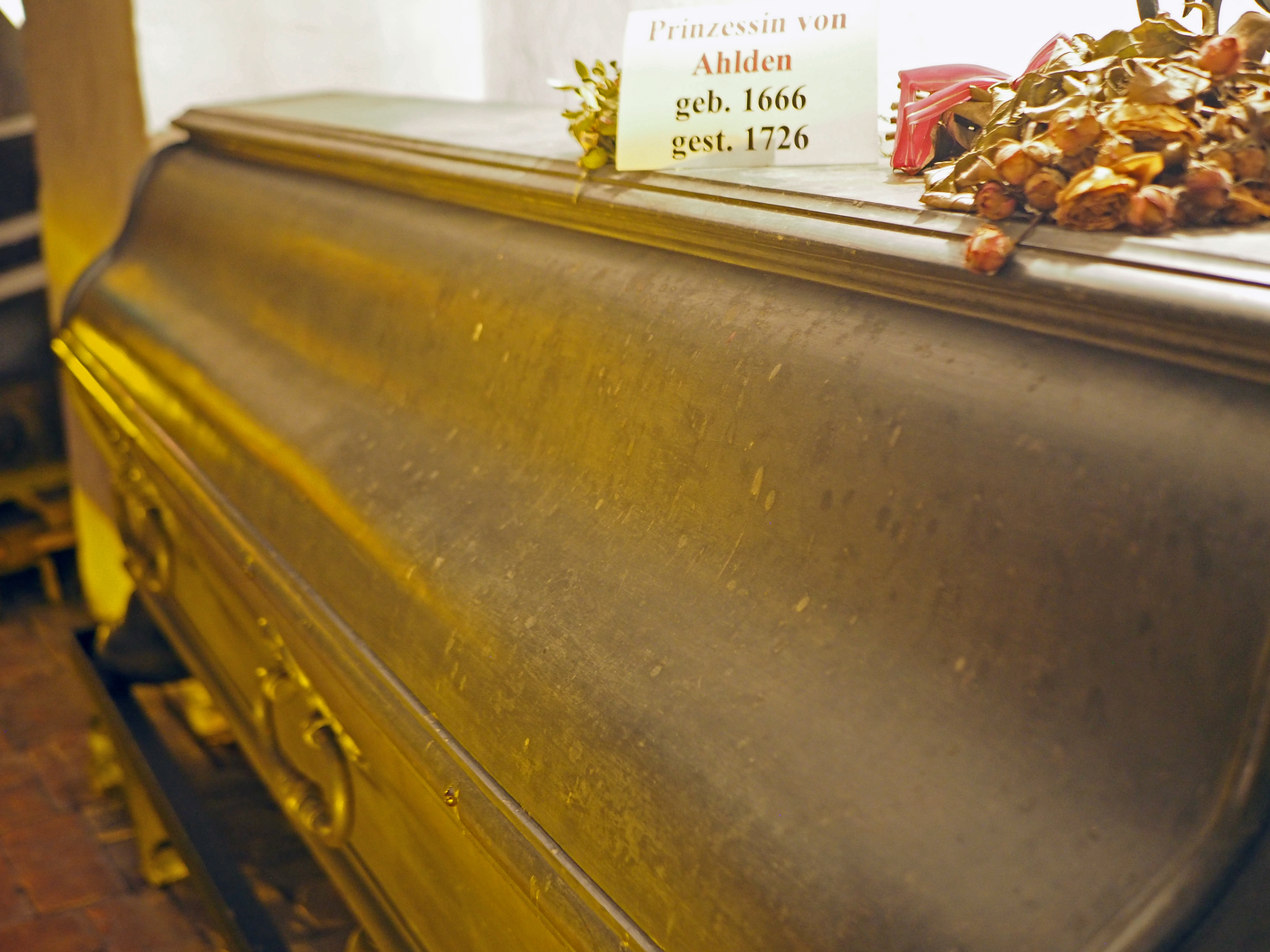
Sarg der Herzogin Sophie Dorothea von Braunschweig und Lüneburg, Prinzessin von Ahlden
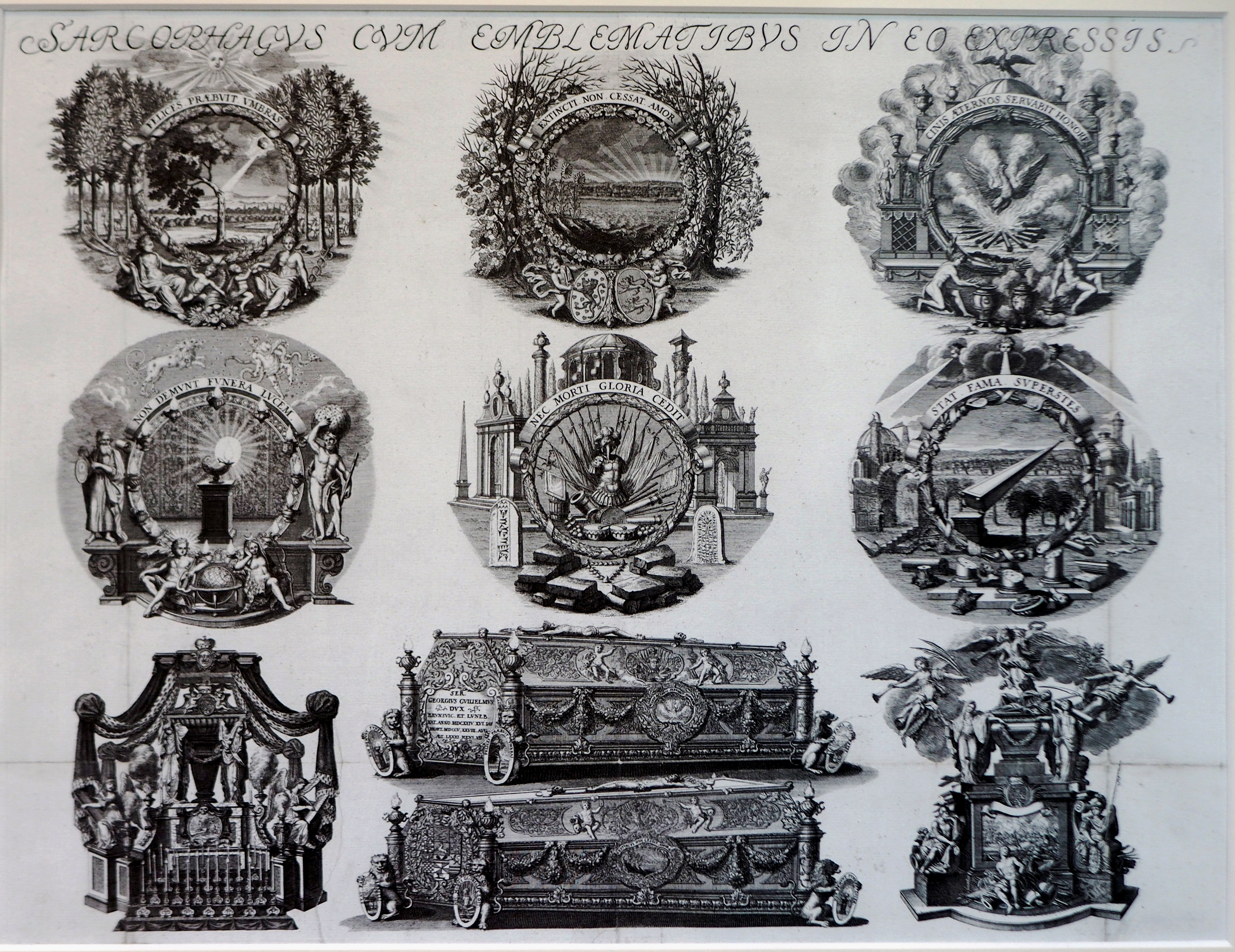
Kupferstich des Sarges von Herzog Georg Wilhelm
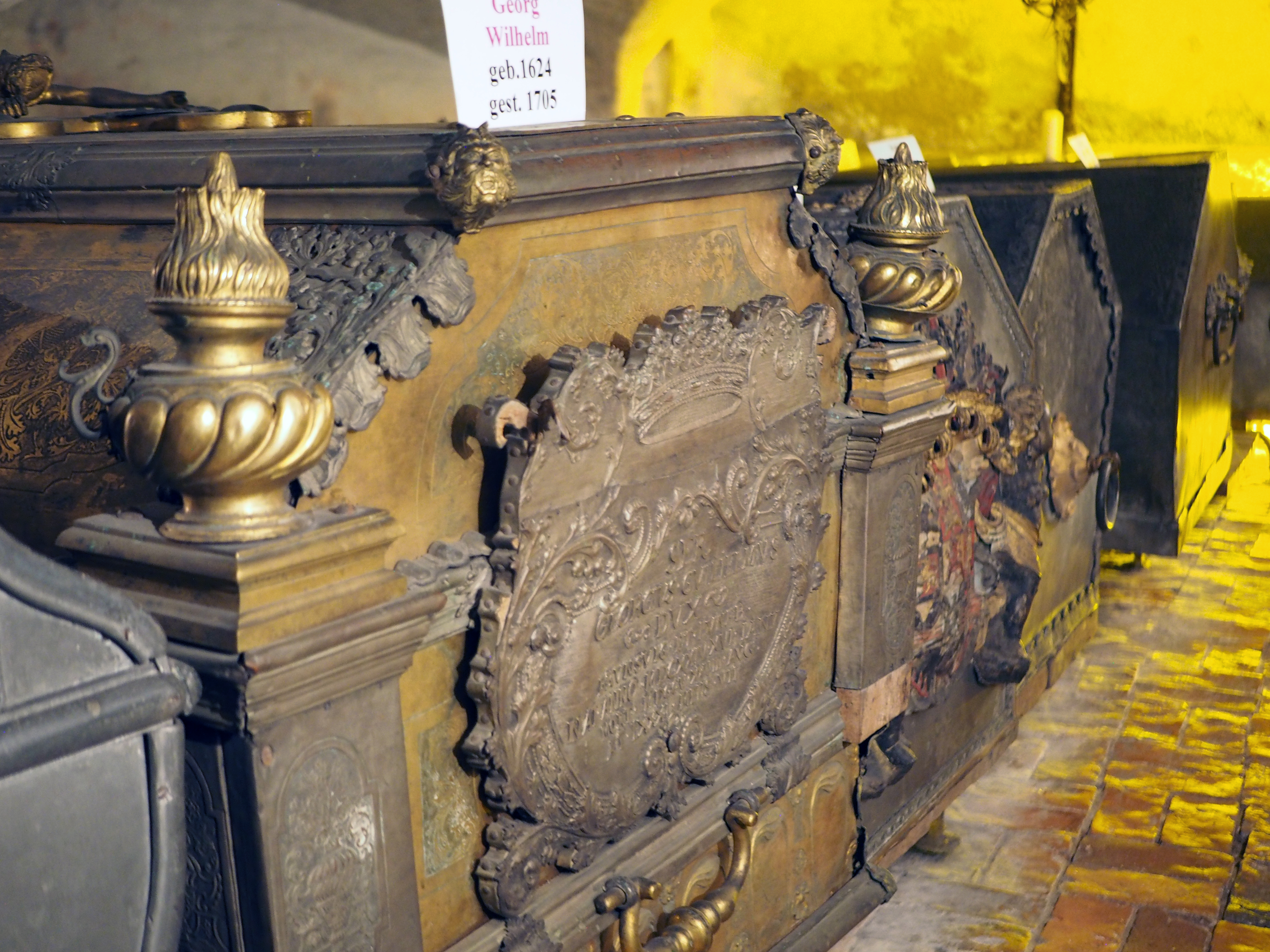
Sarg von Herzog Georg Wilhelm in der Fürstengruft
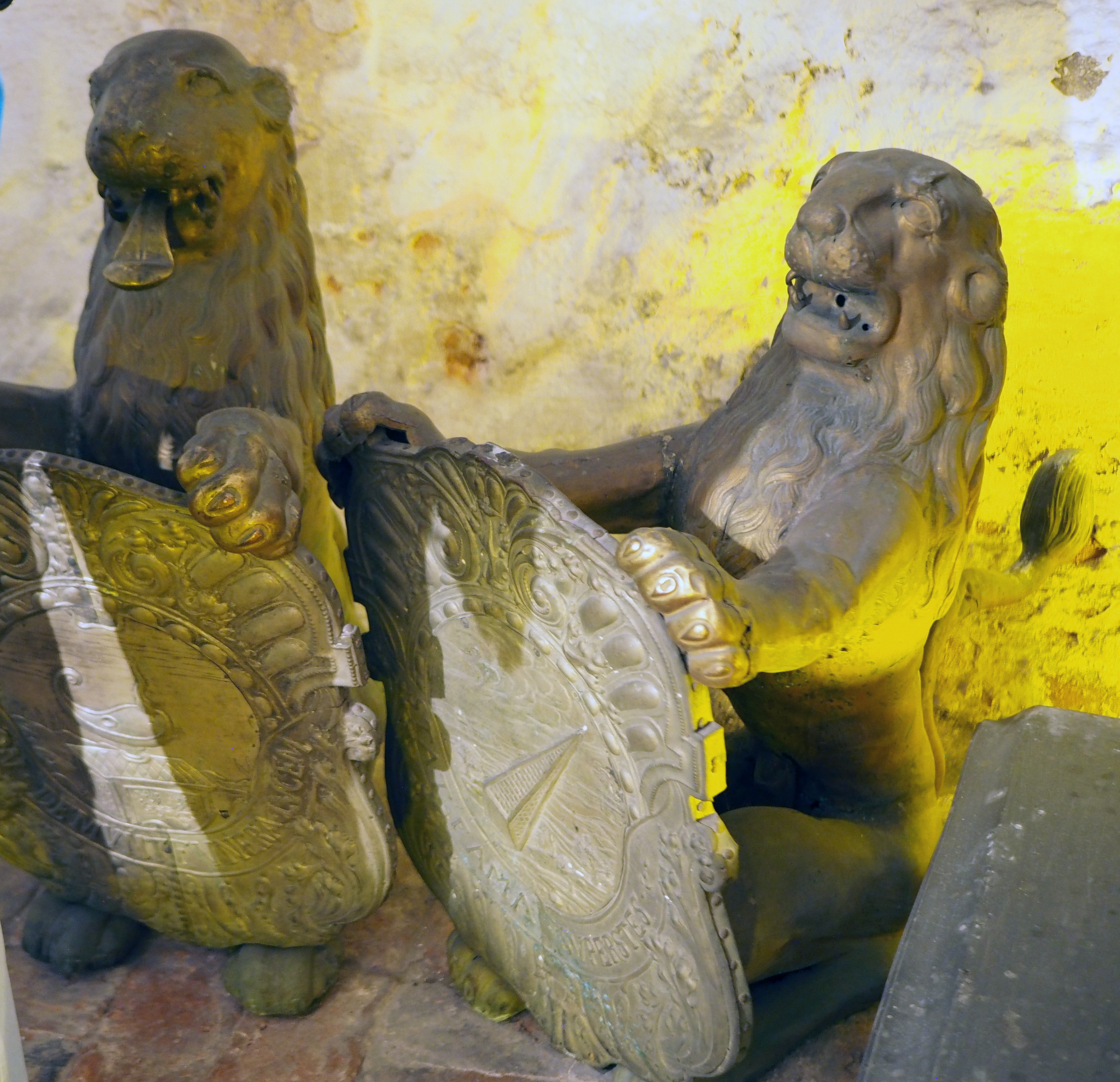
Zinkkasten mit dem Herz von Georg Wilhelm, Herzog zu Braunschweig-Lüneburg

## Grabplatten im Chor
An der Ostwand des Chores hinter dem Altar der Kirche wurden im 17. Jahrhundert die Grabplatten von vier Mitgliedern der herzoglichen Familie aufgestellt. Alle vier Grabplatten zeigen die Persönlichkeiten teilweise in Rüstung sowie ihre Wappen:
- Herzogin Sophie von Mecklenburg-Schwerin (1508–1541);
- Herzog Ernst der Bekenner (1497–1546);
- Herzog Friedrich (1532–1553);
- Herzog Franz Otto (1530–1559).[1]